# اریک آیشمان
اریک آیشمان (انگلیسی: Eric Eichmann؛ زادهٔ ۷ مهٔ ۱۹۶۵) یک بازیکن فوتبال اهل ایالات متحده آمریکا است.
وی همچنین در تیم ملی فوتبال ایالات متحده آمریکا بازی کرده است.